# Intoxicação por cádmio
Cádmio é um metal naturalmente tóxico comumente presente em industrias, solos de plantio e em cigarros.  Devido à sua baixa exposição permitida em humanos, a superexposição pode ocorrer mesmo em situações em que são encontradas quantidades vestigiais de cádmio. Cádmio é amplamente usado em galvanoplastia, no entanto a natureza da operação geralmente não leva a superexposição. O cádmio é igualmente encontrado em industrias de tinta e apresenta diversos riscos quando pulverizado. Operações que envolvem a remoção de tintas de Cádmio por raspagem ou jateamento podem apresentar um risco significativo. O uso primário do cádmio é na fabricação de baterias recarregáveis de  NiCd.  A principal fonte de cádmio é um subproduto do refino de zinco metálico.  Exposições ao cádmio são abordadas em padrões específicos para a indústria em geral, o emprego em estaleiros, a construção e o setor agrícola.

## Mecanismo
Cádmio é um poluente industrial e ambiental extremamente tóxico, classificado como um carcinogênico humano (grupo 1 de acordo com a AIPC; Grupo 2a de acordo com a EPA (EPA); e como um carcinogênico 1B pela ECHA).
A exposição aguda a fumaça de cádmio causa muitos sintomas semelhantes a  síndrome gripal incluindo calafrios, febre e dores musculares, as vezes esses sintomas são referidos como "O cádmio azul" e desaparecem 1 semana após a exposição sem danos ao sistema respiratório.Exposições mais severas podem causar traqueobronquite, pneumonite e edema pulmonar. Os sintomas da inflamação podem começar horas após a exposição e incluem tosse seca e irritação do nariz e garganta, dor de cabeça, tontura, fraqueza, febre, calafrios e dores no peito.
A inalação da poeira carregada de cádmio leva rapidamente a problemas no trato respiratório e rins podendo ser fatal (geralmente por insuficiência renal). A ingestão de qualquer quantidade significativa de cádmio causa intoxicação e danos no fígado e rins. Os compostos contendo cádmio também são carcinogênicos.
Os ossos começam a ficar frágeis  (osteomalacia), perdem densidade mineral (osteoporose) e começam a enfraquecer. Isso causa dores nas articulações e costas, também aumenta o risco de fraturas. Em casos extremos de intoxicação por cádmio, o mero peso corporal causa a fratura.
Os rins perdem sua capacidade de extrair ácidos do sangue devido a uma disfunção no túbulo proximal renal. Os danos infligidos por intoxicação por cádmio são irreversíveis. A disfunção no túbulo proximal renal cria uma baixa nos níveis de fosfato no sangue (hipofosfatemia), causando enfraquecimento muscular e as vezes o coma. A disfunção também pode causar gota, uma forma de artrite devido ao acúmulo de cristais de ácido úrico nas articulações por causa da alta acidose no sangue (Hiperuricemia). Outro efeito paralelo é o aumento dos níveis de cloreto no sangue (hipercloremia). Os rins também podem encolher em 30%. A exposição ao cádmio também é associada ao desenvolvimento de pedras nos rins.
Similar ao zinco, longos períodos de exposição aos vapores de cádmio pode causar a anosmia.
No interior das células, os íons de cádmio atuam como geradores catalíticos de peróxido de hidrogênio. Esse aumento repentino de peróxido de hidrogênio ocasiona o aumento da peroxidação dos lipídios e além disso esgota as reservas de ascorbato e glutationa. O peróxido de hidrogênio também podem converter os grupos tiol nas proteínas em ácidos sulfônicos  não funcionais e também é capaz de atacar diretamente o DNA. Esse estresse oxidativo faz com que a célula afetada produza grandes quantidades de citocinas inflamatórias.

### Biomarcadores de exposição excessiva
O aumento na concentração de beta-2 microglobulina na urina pode ser um indicador de disfunção renal em pessoas cronicamente expostas a níveis baixos mas  excessivos de cádmio ambiental. O teste de beta-2 microglobulina na urina é um método indireto para medir a exposição de cádmio. Sob certas circunstancias a Administração de Saúde e Segurança Ocupacional  requeira exames que avaliem os danos renais em trabalhadores com longo tempo de exposição em altos níveis de Cádmio. Concentrações de Cádmio em sangue e urina fornecem um melhor índice de exposição excessiva em situações industriais ou após intoxicação aguda, enquanto que as concentrações de cádmio em tecidos de órgãos (pulmões, figado, rins) podem ser úteis em fatalidades resultantes de envenenamento agudo ou crônico. Pessoas saudáveis com excessiva exposição ao cádmio geralmente apresentam uma concentração menor que 1 μg/L em sangue ou urina. Os índices de exposição biológica do ACGIH (Conferência Americana de Higienistas Industriais Governamentais)  para os níveis de cádmio no sangue e na urina são de 5 μg/L e 5 μg/g de creatinina, respectivamente, em amostras aleatórias. Pessoas que sofreram danos consideráveis nos rins devido a exposição cronica de cádmio geralmente apresentam níveis de  cádmio no sangue ou na urina na faixa de 25-50 μg/L ou 25-75 μg/g de creatina, respectivamente. Esses intervalos são geralmente de 1000-3000 μg/L e 100-400 μg/g, respectivamente, em sobreviventes de intoxicação aguda e podem ser substancialmente mais altos em casos fatais.

## Tratamento
Em caso de exposição por ingestão, a descontaminação gástrica através de êmese ou lavagem gástrica podem ser benéficas imediatamente após a exposição.  A administração de carvão ativado não se provou efetivo bem como o uso da terapia quelante, sendo portanto o mais importantes ações preventivas contra a exposição adicional.

## China
As terras agrícolas governadas pelo município de Xinxiang também foram notadas por contaminação por metais pesados. Caixin, como o epicentro dos produtores chineses de baterias (alguns de chumbo e manganês, principalmente níquel-cádmio). No entanto, a poluição se espalha muito mais à medida que entra na cadeia alimentar através de culturas importantes, como trigo e arroz.